# Matrei am Brenner
Matrei am Brenner är en ort och kommun i förbundslandet Tyrolen i Österrike. Kommunen har 3 556 invånare (2024), på en yta av 50,93 km². Orten ligger vid floden Sill, cirka 16 kilometer söder om Innsbruck.
Den 1 januari 2022 inkorporerades kommunerna Mühlbachl och Pfons in i Matrei am Brenner.

## Indelning
Kommunen består av tio orter (Ortschaften) (inom parentes invånarantal 1 januari 2024):

- Matrei am Brenner (919)
- Matreiwald (61)
- Mühlbachl (61)
- Mühlbachl Altstadt (24)
- Mützens (381)
- Obfeldes (29)
- Pfons (577)
- Schöfens (620)
- Statz (594)
- Zieglstadl (290)

## Kända personer från Matrei am Brenner
- Andreas Hörtnagl, politiker
- Günther Mader, alpin skidåkare